# Tonkin-ombervis
De Tonkin-ombervis (Cynoscion similis) is een straalvinnige vissensoort uit de familie van ombervissen (Sciaenidae). De wetenschappelijke naam van de soort is voor het eerst geldig gepubliceerd in 1968 door Randall & Cervigón.